# سیارک ۱۲۱۶۶
سیارک ۱۲۱۶۶ (به انگلیسی: 12166 Oliverherrmann، نامگذاری:3372T-2) دوازده هزار و صد و شصت و ششمین سیارک کشف شده‌است که در ۲۵ سپتامبر ۱۹۷۳ کشف شد.
قدر مطلق سیارک برابر ۲۳.۴ است.